# Fed Cup 2017 Zona Asia/Oceania
La Zona Asia/Oceania (Asia/Oceania Zone) è una delle 3 divisioni zonali nell'ambito della Fed Cup 2017. Essa è a sua volta suddivisa in due gruppi (Gruppo I, Gruppo II) formati rispettivamente da 7 e 13 squadre, inserite in tali gruppi in base ai risultati ottenuti l'anno precedente.

## Gruppo I
- Sede: National Tennis Centre, Astana, Kazakistan (cemento indoor)
- Periodo: 8-11 febbraio
- Formula: due gironi (Pool) uno da 3 e uno da 4 squadre, in cui ogni squadra affronta le altre incluse nel proprio Pool. Successivamente la prima in classifica del Pool A affronta la prima del Pool B per l'ammissione agli spareggi del Gruppo Mondiale II. Le ultime in classifica disputano uno spareggio per evitare la retrocessione.

|   | Pool A (Dettagli)   | Kazakistan (bandiera) | Corea del Sud (bandiera) | Thailandia (bandiera) |
| 1 | Kazakistan (2-0)    |                       | 2-1                      | 3-0                   |
| 2 | Corea del Sud (1-1) | 1-2                   |                          | 3-0                   |
| 3 | Thailandia (0-2)    | 0-3                   | 0-3                      |                       |

|   | Pool B (Dettagli) | Giappone (bandiera) | Cina (bandiera) | India (bandiera) | Filippine (bandiera) |
| 1 | Giappone (3-0)    |                     | 3-0             | 3-0              | 3-0                  |
| 2 | Cina (2-1)        | 0-3                 |                 | 3-0              | 3-0                  |
| 3 | India (1-2)       | 0-3                 | 0-3             |                  | 2-1                  |
| 4 | Filippine (0-3)   | 0-3                 | 0-3             | 1-2              |                      |

### Spareggio promozione
| Kazakistan 2 | National Tennis Centre, Astana, Kazakistan 11 febbraio 2017 Cemento (indoor) | National Tennis Centre, Astana, Kazakistan 11 febbraio 2017 Cemento (indoor) | Giappone 1 |      |     |  |
| \| \| \| \| 1 \| 2 \| 3 \| \| \| - \| \| ---------------------------------------------------------------- \| ---- \| ---- \| --- \| \| \| 1 \| \| Galina Voskoboeva Naomi Ōsaka \| 6 1 \| 2 6 \| 3 6 \| \| \| 2 \| \| Yulia Putintseva Misaki Doi \| 7 64 \| 6 2 \| \| \| \| 3 \| \| Yaroslava Shvedova / Galina Voskoboeva Shūko Aoyama / Eri Hozumi \| 6 3 \| 7 62 \| \| \| |                                                                              |                                                                              |            |      |     |  |
| |                                                                              |                                                                              | 1          | 2    | 3   |  |
| 1 | Kazakistan (bandiera) · Giappone (bandiera)                                  | Galina Voskoboeva Naomi Ōsaka                                                | 6 1        | 2 6  | 3 6 |  |
| 2 | Kazakistan (bandiera) · Giappone (bandiera)                                  | Yulia Putintseva Misaki Doi                                                  | 7 64       | 6 2  |     |  |
| 3 | Kazakistan (bandiera) · Giappone (bandiera)                                  | Yaroslava Shvedova / Galina Voskoboeva Shūko Aoyama / Eri Hozumi             | 6 3        | 7 62 |     |  |

### Spareggio 3º-4º posto
| Cina 2 | National Tennis Centre, Astana, Kazakistan 11 febbraio 2017 Cemento (indoor) | National Tennis Centre, Astana, Kazakistan 11 febbraio 2017 Cemento (indoor) | Corea del Sud 0 |     |     |             |
| \| \| \| \| 1 \| 2 \| 3 \| \| \| - \| \| ----------------------------------------------------- \| --- \| --- \| --- \| ----------- \| \| 1 \| \| Yang Zhaoxuan Choi Ji-Hee \| 6 0 \| 6 0 \| \| \| \| 2 \| \| Zhu Lin Han Na-Lae \| 7 6 \| 5 7 \| 7 5 \| \| \| 3 \| \| Yang Zhaoxuan / Zhang Kai-Lin Choi Ji-Hee / Kim Na Ri \| \| \| \| non giocato \| |                                                                              |                                                                              |                 |     |     |             |
| |                                                                              |                                                                              | 1               | 2   | 3   |             |
| 1 | Cina (bandiera) · Corea del Sud (bandiera)                                   | Yang Zhaoxuan Choi Ji-Hee                                                    | 6 0             | 6 0 |     |             |
| 2 | Cina (bandiera) · Corea del Sud (bandiera)                                   | Zhu Lin Han Na-Lae                                                           | 7 6             | 5 7 | 7 5 |             |
| 3 | Cina (bandiera) · Corea del Sud (bandiera)                                   | Yang Zhaoxuan / Zhang Kai-Lin Choi Ji-Hee / Kim Na Ri                        |                 |     |     | non giocato |

### Spareggio retrocessione
| Thailandia 2 | National Tennis Centre, Astana, Kazakistan 11 febbraio 2017 Cemento (indoor) | National Tennis Centre, Astana, Kazakistan 11 febbraio 2017 Cemento (indoor)    | Filippine 0 |     |     |             |
| \| \| \| \| 1 \| 2 \| 3 \| \| \| - \| \| ------------------------------------------------------------------------------- \| --- \| --- \| --- \| ----------- \| \| 1 \| \| Peangtarn Plipuech Khim Iglupas \| 6 0 \| 6 0 \| \| \| \| 2 \| \| Luksika Kumkhum Katharina Lehnert \| 6 2 \| 5 7 \| 6 3 \| \| \| 3 \| \| Kamonwan Buayam / Nicha Lertpitaksinchai Khim Iglupas / Anna Clarice Patrimonio \| \| \| \| non giocato \| |                                                                              |                                                                                 |             |     |     |             |
| |                                                                              |                                                                                 | 1           | 2   | 3   |             |
| 1 | Thailandia (bandiera) · Filippine (bandiera)                                 | Peangtarn Plipuech Khim Iglupas                                                 | 6 0         | 6 0 |     |             |
| 2 | Thailandia (bandiera) · Filippine (bandiera)                                 | Luksika Kumkhum Katharina Lehnert                                               | 6 2         | 5 7 | 6 3 |             |
| 3 | Thailandia (bandiera) · Filippine (bandiera)                                 | Kamonwan Buayam / Nicha Lertpitaksinchai Khim Iglupas / Anna Clarice Patrimonio |             |     |     | non giocato |

### Verdetti
- Kazakistan ai play-off per il Gruppo Mondiale II.
- Filippine retrocede nel gruppo II.

## Gruppo II
- Sede: Dushanbe Central Stadium, Dušanbe, Tagikistan (cemento outdoor)
- Periodo: 17-22 luglio
- Formula: Quattro gironi (Pool) tre da 3 squadre e uno da 4 squadre, in cui ogni squadra affronta le altre. La prima classificata di ciascun girone, affronta le altre nei play-off (semifinale e finale), in modo che solo una squadra vincitrice venga promossa nel gruppo I. Le altre classificate nei gironi, si giocano le posizioni per l'anno venturo.

|   | Pool A (Dettagli)   | Uzbekistan (bandiera) | Nuova Zelanda (bandiera) | Turkmenistan (bandiera) |
| 1 | Uzbekistan (2-0)    |                       | 3-0                      | 3-0                     |
| 2 | Nuova Zelanda (1-1) | 0-3                   |                          | 3-0                     |
| 3 | Turkmenistan (0-2)  | 0-3                   | 0-3                      |                         |

|   | Pool B (Dettagli)           | Hong Kong (bandiera) | Comunità del Pacifico (bandiera) | Iran (bandiera) |
| 1 | Hong Kong (2-0)             |                      | 3-0                              | 3-0             |
| 2 | Comunità del Pacifico (1-1) | 0-3                  |                                  | 3-0             |
| 3 | Iran (0-2)                  | 0-3                  | 0-3                              |                 |

|   | Pool C (Dettagli) | Malaysia (bandiera) | Singapore (bandiera) | Pakistan (bandiera) |
| 1 | Malaysia (2-0)    |                     | 3-0                  | 3-0                 |
| 2 | Singapore (1-1)   | 0-3                 |                      | 3-0                 |
| 3 | Pakistan (0-2)    | 0-3                 | 0-3                  |                     |

|   | Pool D (Dettagli)  | Indonesia (bandiera) | Sri Lanka (bandiera) | Tagikistan (bandiera) | Kirghizistan (bandiera) |
| 1 | Indonesia (3-0)    |                      | 3-0                  | 3-0                   | 3-0                     |
| 2 | Sri Lanka (2-1)    | 0-3                  |                      | 2-1                   | 3-0                     |
| 3 | Tagikistan (1-2)   | 0-3                  | 1-2                  |                       | 2-1                     |
| 4 | Kirghizistan (0-3) | 0-3                  | 0-3                  | 1-2                   |                         |

### Spareggi Promozione

#### Semifinali
| Uzbekistan 2 | Dushanbe Central Stadium, Dušanbe, Tagikistan 21 luglio 2017 Cemento (outdoor) | Dushanbe Central Stadium, Dušanbe, Tagikistan 21 luglio 2017 Cemento (outdoor) | Indonesia 1 |     |   |  |
| \| \| \| \| 1 \| 2 \| 3 \| \| \| - \| \| ----------------------------------------------------------------------- \| --- \| --- \| - \| \| \| 1 \| \| Nigina Abduraimova Lavinia Tananta \| 4 6 \| 3 6 \| \| \| \| 2 \| \| Sabina Sharipova Beatrice Gumulya \| 6 4 \| 6 1 \| \| \| \| 3 \| \| Nigina Abduraimova / Akgul Amanmuradova Jessy Rompies / Aldila Sutjiadi \| 6 4 \| 6 2 \| \| \| |                                                                                |                                                                                |             |     |   |  |
| |                                                                                |                                                                                | 1           | 2   | 3 |  |
| 1 | Uzbekistan (bandiera) · Indonesia (bandiera)                                   | Nigina Abduraimova Lavinia Tananta                                             | 4 6         | 3 6 |   |  |
| 2 | Uzbekistan (bandiera) · Indonesia (bandiera)                                   | Sabina Sharipova Beatrice Gumulya                                              | 6 4         | 6 1 |   |  |
| 3 | Uzbekistan (bandiera) · Indonesia (bandiera)                                   | Nigina Abduraimova / Akgul Amanmuradova Jessy Rompies / Aldila Sutjiadi        | 6 4         | 6 2 |   |  |

| Hong Kong 3 | Dushanbe Central Stadium, Dušanbe, Tagikistan 21 luglio 2017 Cemento (outdoor) | Dushanbe Central Stadium, Dušanbe, Tagikistan 21 luglio 2017 Cemento (outdoor) | Malaysia 0 |     |   |  |
| \| \| \| \| 1 \| 2 \| 3 \| \| \| - \| \| ---------------------------------------------------------- \| --- \| --- \| - \| \| \| 1 \| \| Eudice Chong Aslina Chua An Ping \| 6 1 \| 6 0 \| \| \| \| 2 \| \| Ling Zang Theiviya Selvarajoo \| 6 0 \| 6 1 \| \| \| \| 3 \| \| Katherine Ip / Kwan Yau Ng Aslina Chua An Ping / Uma Nayar \| 6 3 \| 6 3 \| \| \| |                                                                                |                                                                                |            |     |   |  |
| |                                                                                |                                                                                | 1          | 2   | 3 |  |
| 1 | Hong Kong (bandiera) · Malaysia (bandiera)                                     | Eudice Chong Aslina Chua An Ping                                               | 6 1        | 6 0 |   |  |
| 2 | Hong Kong (bandiera) · Malaysia (bandiera)                                     | Ling Zang Theiviya Selvarajoo                                                  | 6 0        | 6 1 |   |  |
| 3 | Hong Kong (bandiera) · Malaysia (bandiera)                                     | Katherine Ip / Kwan Yau Ng Aslina Chua An Ping / Uma Nayar                     | 6 3        | 6 3 |   |  |

#### Finale
| Uzbekistan 1 | Dushanbe Central Stadium, Dušanbe, Tagikistan 22 luglio 2017 Cemento (outdoor) | Dushanbe Central Stadium, Dušanbe, Tagikistan 22 luglio 2017 Cemento (outdoor) | Hong Kong 2 |     |     |  |
| \| \| \| \| 1 \| 2 \| 3 \| \| \| - \| \| ------------------------------------------------------------------- \| ---- \| --- \| --- \| \| \| 1 \| \| Akgul Amanmuradova Eudice Chong \| 6 2 \| 6 4 \| \| \| \| 2 \| \| Sabina Sharipova Ling Zang \| 4 6 \| 1 6 \| \| \| \| 3 \| \| Nigina Abduraimova / Akgul Amanmuradova Eudice Chong / Katherine Ip \| 7 61 \| 3 6 \| 3 6 \| \| |                                                                                |                                                                                |             |     |     |  |
| |                                                                                |                                                                                | 1           | 2   | 3   |  |
| 1 | Uzbekistan (bandiera) · Hong Kong (bandiera)                                   | Akgul Amanmuradova Eudice Chong                                                | 6 2         | 6 4 |     |  |
| 2 | Uzbekistan (bandiera) · Hong Kong (bandiera)                                   | Sabina Sharipova Ling Zang                                                     | 4 6         | 1 6 |     |  |
| 3 | Uzbekistan (bandiera) · Hong Kong (bandiera)                                   | Nigina Abduraimova / Akgul Amanmuradova Eudice Chong / Katherine Ip            | 7 61        | 3 6 | 3 6 |  |

### Spareggio 5º-8º posto
| Nuova Zelanda 2 | Dushanbe Central Stadium, Dušanbe, Tagikistan 21 luglio 2017 Cemento (outdoor) | Dushanbe Central Stadium, Dušanbe, Tagikistan 21 luglio 2017 Cemento (outdoor)    | Sri Lanka 0 |     |   |             |
| \| \| \| \| 1 \| 2 \| 3 \| \| \| - \| \| --------------------------------------------------------------------------------- \| --- \| --- \| - \| ----------- \| \| 1 \| \| Paige Mary Hourigan Roshenka Fernando \| 6 0 \| 6 1 \| \| \| \| 2 \| \| Erin Routliffe Nethmi Himashi Waduge \| 6 2 \| 6 0 \| \| \| \| 3 \| \| Paige Mary Hourigan / Erin Routliffe Medhira Samarasinghe / Nethmi Himashi Waduge \| \| \| \| non giocato \| |                                                                                |                                                                                   |             |     |   |             |
| |                                                                                |                                                                                   | 1           | 2   | 3 |             |
| 1 | Nuova Zelanda (bandiera) · Sri Lanka (bandiera)                                | Paige Mary Hourigan Roshenka Fernando                                             | 6 0         | 6 1 |   |             |
| 2 | Nuova Zelanda (bandiera) · Sri Lanka (bandiera)                                | Erin Routliffe Nethmi Himashi Waduge                                              | 6 2         | 6 0 |   |             |
| 3 | Nuova Zelanda (bandiera) · Sri Lanka (bandiera)                                | Paige Mary Hourigan / Erin Routliffe Medhira Samarasinghe / Nethmi Himashi Waduge |             |     |   | non giocato |

| Comunità del Pacifico 3 | Dushanbe Central Stadium, Dušanbe, Tagikistan 21 luglio 2017 Cemento (outdoor) | Dushanbe Central Stadium, Dušanbe, Tagikistan 21 luglio 2017 Cemento (outdoor) | Singapore 0 |     |     |  |
| \| \| \| \| 1 \| 2 \| 3 \| \| \| - \| \| ----------------------------------------------------- \| ---- \| --- \| --- \| \| \| 1 \| \| Carol Youngsuh Lee Lynelle En Tong Lim \| 6 0 \| 6 4 \| \| \| \| 2 \| \| Abigail Tere-Apisah Y-kit Nicole Tan \| 61 7 \| 6 0 \| 6 0 \| \| \| 3 \| \| Carol Youngsuh Lee / Mayka Zima Angela Shan Min Lim / \| 6 1 \| 5 7 \| 6 0 \| \| |                                                                                |                                                                                |             |     |     |  |
| |                                                                                |                                                                                | 1           | 2   | 3   |  |
| 1 | Comunità del Pacifico (bandiera) · Singapore (bandiera)                        | Carol Youngsuh Lee Lynelle En Tong Lim                                         | 6 0         | 6 4 |     |  |
| 2 | Comunità del Pacifico (bandiera) · Singapore (bandiera)                        | Abigail Tere-Apisah Y-kit Nicole Tan                                           | 61 7        | 6 0 | 6 0 |  |
| 3 | Comunità del Pacifico (bandiera) · Singapore (bandiera)                        | Carol Youngsuh Lee / Mayka Zima Angela Shan Min Lim /                          | 6 1         | 5 7 | 6 0 |  |

### Spareggio 9º-12º posto
| Turkmenistan 0 | Dushanbe Central Stadium, Dušanbe, Tagikistan 21 luglio 2017 Cemento (outdoor) | Dushanbe Central Stadium, Dušanbe, Tagikistan 21 luglio 2017 Cemento (outdoor) | Tagikistan 2 |     |   |             |
| \| \| \| \| 1 \| 2 \| 3 \| \| \| - \| \| ----------------------------------------------------------------------------- \| --- \| --- \| - \| ----------- \| \| 1 \| \| Jahan Bayramova Takhmina Burkhamova \| 3 6 \| 0 6 \| \| \| \| 2 \| \| Guljan Muhammetkuliyeva Anastasiya Tursunova \| 0 6 \| 4 6 \| \| \| \| 3 \| \| Jahan Bayramova / Takhmina Burkhamova Kamila Mulloeva / Nargizakhon Yakhyaeva \| \| \| \| non giocato \| |                                                                                |                                                                                |              |     |   |             |
| |                                                                                |                                                                                | 1            | 2   | 3 |             |
| 1 | Turkmenistan (bandiera) · Tagikistan (bandiera)                                | Jahan Bayramova Takhmina Burkhamova                                            | 3 6          | 0 6 |   |             |
| 2 | Turkmenistan (bandiera) · Tagikistan (bandiera)                                | Guljan Muhammetkuliyeva Anastasiya Tursunova                                   | 0 6          | 4 6 |   |             |
| 3 | Turkmenistan (bandiera) · Tagikistan (bandiera)                                | Jahan Bayramova / Takhmina Burkhamova Kamila Mulloeva / Nargizakhon Yakhyaeva  |              |     |   | non giocato |

| Iran 2 | Dushanbe Central Stadium, Dušanbe, Tagikistan 21 luglio 2017 Cemento (outdoor) | Dushanbe Central Stadium, Dušanbe, Tagikistan 21 luglio 2017 Cemento (outdoor) | Pakistan 1 |     |   |  |
| \| \| \| \| 1 \| 2 \| 3 \| \| \| - \| \| -------------------------------------------------------------- \| --- \| --- \| - \| \| \| 1 \| \| Sadaf Sadeghvaziri Mahin Qereshi \| 6 4 \| 6 2 \| \| \| \| 2 \| \| Ghazal Pakbaten Ushna Suhail \| 6 4 \| 6 2 \| \| \| \| 3 \| \| Sara Amiri / Ghazal Pakbaten Sarah Mahboob Khan / Ushna Suhail \| 3 6 \| 5 6 \| \| \| |                                                                                |                                                                                |            |     |   |  |
| |                                                                                |                                                                                | 1          | 2   | 3 |  |
| 1 | Iran (bandiera) · Pakistan (bandiera)                                          | Sadaf Sadeghvaziri Mahin Qereshi                                               | 6 4        | 6 2 |   |  |
| 2 | Iran (bandiera) · Pakistan (bandiera)                                          | Ghazal Pakbaten Ushna Suhail                                                   | 6 4        | 6 2 |   |  |
| 3 | Iran (bandiera) · Pakistan (bandiera)                                          | Sara Amiri / Ghazal Pakbaten Sarah Mahboob Khan / Ushna Suhail                 | 3 6        | 5 6 |   |  |

### Verdetto
- Hong Kong promosso nel Gruppo I.